# Djibouti
Djibouti, quốc hiệu là Cộng hòa Djibouti, là một quốc gia ở Sừng châu Phi, giáp Eritrea về phía bắc, Ethiopia về phía tây và nam, và Somalia về phía đông nam. Phần còn lại của biên giới là Biển Đỏ và vịnh Aden.

## Lịch sử
Khoảng thế kỷ 3 TCN, người Ablé từ bán đảo Ả Rập di cư sang vùng lãnh thổ hiện nay của Djibouti. Con cháu họ là người Afar, một trong hai nhóm sắc tộc chính ở quốc gia này. Sau đó, người Somal Issa cũng đến định cư ở đây. Hồi giáo được truyền bá vào vùng này từ năm 825.
Việc khai thông kênh đào Suez (1869) đã làm tăng tầm quan trọng của cảng Obock xưa mà người Pháp giành quyền sở hữu từ năm 1862. Năm 1896, vùng Bờ biển Soomaaliya thuộc Pháp được thành lập do Ethiopia nhượng lại cho Pháp để đổi lấy việc xây dựng đường sắt nối liền Adis Abeba đến cảng Djibouti, trở thành lãnh thổ hải ngoại năm 1946 và hưởng quyền tự trị năm 1956. Ethiopia và Somalia đòi lại chủ quyền lãnh thổ, nhưng sau cuộc trưng cầu ý dân năm 1967, vùng này trở thành lãnh thổ của người Afar và Issa thuộc Pháp. Djibouti giành độc lập năm 1977 nhưng vẫn còn duy trì một căn cứ quân sự của Pháp.
Năm 1991, xung đột giữa người Afar và Chính phủ do người Issa cầm quyền đã bùng nổ, cuộc chiến kéo dài đã tàn phá đất nước. Năm 1999, Tổng thống Hassan Gouled Aptidon, nhà lãnh đạo từ ngày độc lập, rút khỏi chính trường, nhường chức cho Ismail Omar Guelleh. Tháng 3 năm 2000, phe nổi dậy thuộc sắc tộc Afar ký hiệp ước hòa bình với Chính phủ.
Bất ổn từ phía cộng đồng người thiểu số Afars dẫn đến nội chiến trong suốt thập kỷ 90 và kéo dài đến năm 2001 khi một hiệp định hòa bình được ký kết giữa phe nổi loạn người Afars và chính quyền do người Issa nắm. Năm 1999, Djibouti tiến hành bầu cử và thành lập Chính phủ do Tổng thống Ismail Omar Guelleh đứng đầu. Ông tái đắc cử một nhiệm kỳ nữa năm 2005.

## Chính trị
Djibouti là một nước cộng hòa tổng thống chế, với quyền hành pháp nằm trong tay chính phủ, và quyền lập pháp được trao cho chính phủ và Quốc hội.
Tháng 4 năm 2010, một hiến pháp mới được phê duyệt. Tổng thống là nguyên thủ quốc gia, và được dân bầu ra với nhiệm kỳ 5 năm. Chính phủ đứng đầu là thủ tướng, người được bổ nhiệm bởi Tổng thống và Hội đồng Bộ trưởng. Quốc hội có 65 thành viên đại biểu, được bầu với nhiệm kỳ năm năm.
Djibouti là thành viên Liên Hợp Quốc, Liên minh châu Phi, Tổ chức Lương thực và Nông nghiệp Liên Hợp Quốc, Quỹ Tiền tệ Quốc tế, Interpol, Tổ chức Giáo dục, Khoa học và Văn hóa của Liên hiệp quốc, Liên minh Bưu chính Quốc tế, Tổ chức Y tế Thế giới và Tổ chức Thương mại Thế giới.

### Phân cấp hành chính

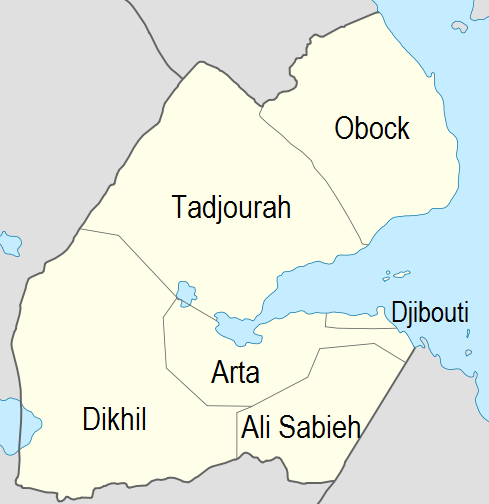
Bản đồ hành chính Djibouti

Djibouti được chia thành 6 tỉnh và 20 huyện.
| Tỉnh       | Diện tích (km2) | Dân số 2024 | Thủ phủ            |
| ---------- | --------------- | ----------- | ------------------ |
| Ali Sabieh | 2,200           | 76,414      | Ali Sabieh         |
| Arta       | 1,800           | 48,922      | Arta               |
| Dikhil     | 7,200           | 66,196      | Dikhil             |
| Djibouti   | 200             | 776,966     | Thành phố Djibouti |
| Obock      | 4,700           | 37,666      | Obock              |
| Tadjourah  | 7,100           | 50,645      | Tadjoura           |

## Địa lý
Djibouti nằm ở khu vực Đông Phi, ở vào vị trí chiến lược bên vịnh Aden và eo biển Bad-el-Mandeb, gần lối vào biển Hồng Hải (Biển Đỏ) và có chung biên giới với Ethiopia, Eritrea, Somalia. Lãnh thổ Djibouti phần lớn là sa mạc, địa hình gồm núi và cao nguyên, ven biển là những đồng bằng hẹp.Toàn bộ lãnh thổ có 8 ngọn núi cao hơn 1000m trong đó điểm cao nhất là ngọn núi lửa Mousa Ali cao 2021 m và thấp nhất nằm ỏ sa mạc Grand Bara thấp hơn mực nước biển 520m
Tài nguyên thiên nhiên ở Djibouti chỉ có các vùng địa nhiệt, ngoài ra không hề có nguồn tài nguyên nào khác.
Do chịu ảnh hưởng của sa mạc Sahara nên Djibouti có khí hậu sa mạc, khô và nóng, nhiệt độ trung bình 27-32 độ, lượng mưa trung bình năm chỉ khoảng 100–150 mm.

## Kinh tế

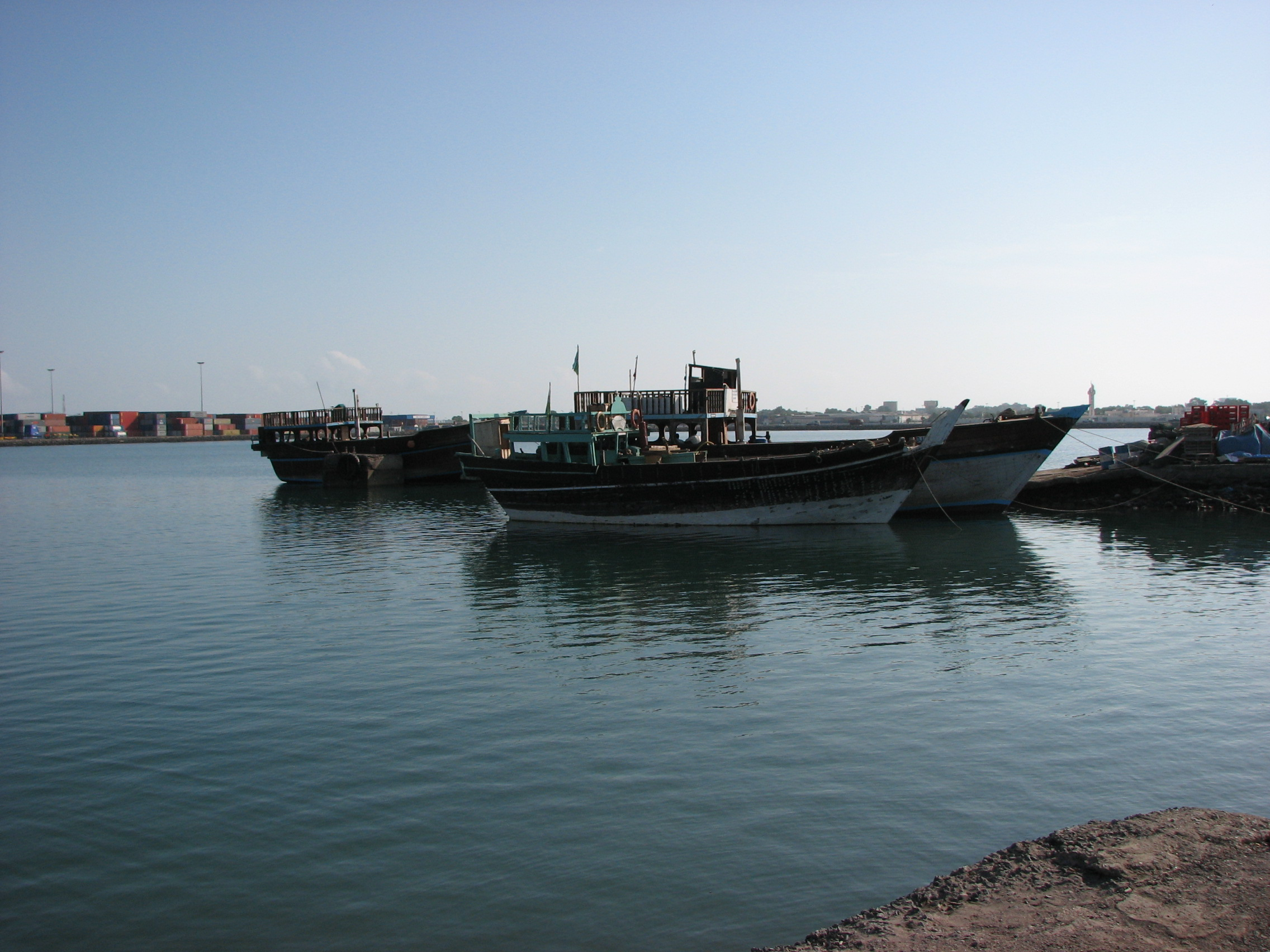
Thuyền câu cá ở Cảng Djibouti.

Nền kinh tế Djibouti dựa trên các hoạt động dịch vụ khai thác từ lợi thế vị trí địa lý có tính chiến lược và quy chế thương mại tự do tại vùng Sừng châu Phi. 2/3 dân số Djibouti sinh sống tại thành phố thủ đô cùng tên Djibouti. Số còn lại chủ yếu là dân du mục sinh sống bằng nghề chăn thả. Lượng mưa ít làm hạn chế sản xuất nông nghiệp, chỉ còn một số loại cây rau quả cho thu hoạch trong khi phần lớn lương thực phải nhập khẩu.
Ngành dịch vụ mà Djibouti cung cấp chủ yếu là quá cảnh hàng hóa qua cảng cho toàn khu vực cũng như tự biến thành trung tâm chuyển tải và tiếp liệu cho tàu bè. 70% hoạt động cảng container Djibouti là liên quan đến xuất nhập khẩu của nước láng giềng Ethiopia. Djibouti cũng là nước có rất ít tài nguyên nên các ngành công nghiệp không phát triển. Thực tế, Djibouti phụ thuộc nặng nề vào trợ giúp bên ngoài để cân bằng ngân sách và tài trợ cho các dự án phát triển. Tuy tỷ lệ lạm phát không cao nhờ việc neo bản tệ vào đồng đo la Mỹ phần nào giúp xã hội tương đối ổn định nhưng lại làm cho giá trị đồng tiền cao hơn thực tế và khiến cho tình hình cân bằng tài khoản vãng lai thêm trầm trọng. Tỷ lệ thất nghiệp cao, lên đến 60% khu vực thành thị là một vấn đề Chính phủ Djibouti phải giải quyết. Tiêu dùng thực tế giảm sút khoảng 35% trong thời gian từ năm 1999 đến năm 2006 vì các lý do nền kinh tế suy thoái, nội chiến và dân số tăng nhanh (bao gồm cả tăng dân số cơ học).
Ngoài ra, Djibouti chủ yếu sống nhờ tiền cho thuê đất làm căn cứ quân sự (Mỹ, Pháp, Ý, Nhật, Trung Quốc đã có căn cứ tại đây, còn Ả Rập Xê Út cũng khẳng định sẽ sớm có mặt) thu về gần 160 triệu USD mỗi năm.
Tháng 4 năm 2005, Chương trình lương thực thế giới Liên Hợp Quốc khuyến cáo rằng 30.000 người ở Djibouti phải đối mặt với nạn thiếu hụt lương thực nghiêm trọng sau 3 năm ít mưa.

## Nhân khẩu
Dân số của Djibouti hiện nay là 476.703 người với mật độ dân số khoảng 21 người/km², gồm các sắc tộc chính là người Somali chiếm 60%, người Afar chiếm 35%, các dân tộc khác 5% (bao gồm người Pháp, người Ả Rập, người Ethiopia, và người Ý). Hơn 2/3 dân số Djibouti sống ở Thành phố Djibouti.

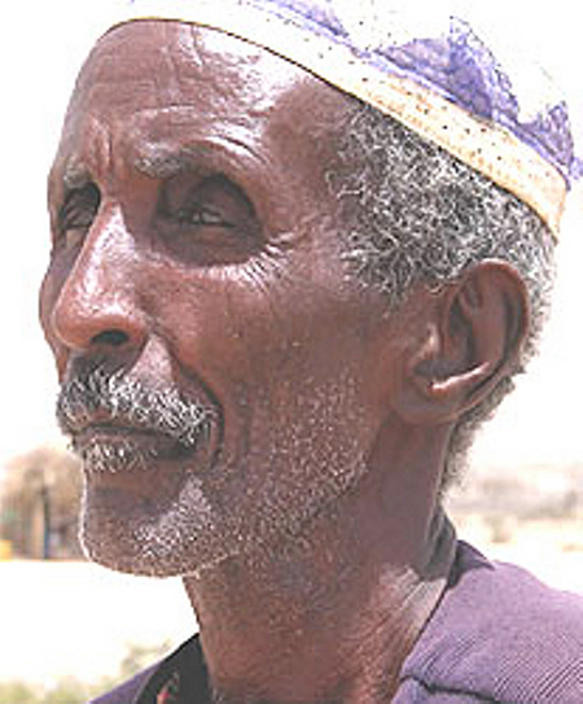
Một người Somali mặc trang phục taqiyah truyền thống

Djibouti là một quốc gia đa chủng tộc. Hai nhóm dân tộc lớn nhất là Somalia (60%) và Afar (35%). 5% còn lại của dân số Djibouti chủ yếu bao gồm người Ả Rập, Ethiopia và châu Âu (Pháp và Ý). Khoảng 76% dân số sống ở đô thị, phần còn lại là những người du mục chăn gia súc.

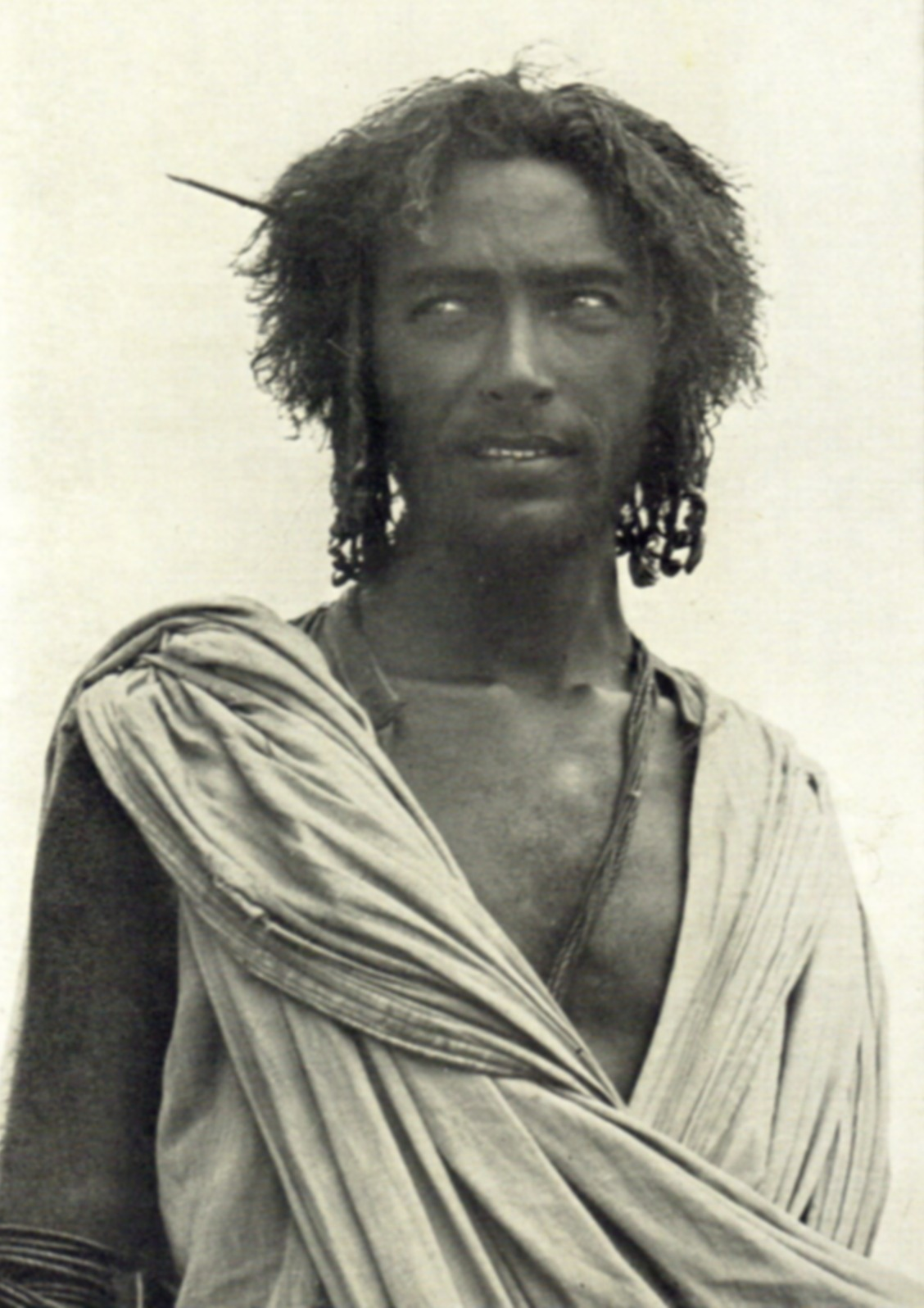
Một người Afar mặc trang phục du mục.

Ngoài ra, Djibouti còn là một quốc gia đa ngôn ngữ. Theo Ethnologue, đa số người dân nói tiếng Somali (297.000 người) và tiếng Afar (99.200 người) như một ngôn ngữ mẹ đẻ.

### Ngôn ngữ
Có hai ngôn ngữ khác được chính thức tại Djibouti: tiếng Ả Rập và tiếng Pháp. Tiếng Ả Rập có tầm quan trọng xã hội, văn hóa và tôn giáo. Khoảng 36.000 người dân nói tiếng Ả Rập phương ngữ Ta'izzi-Adeni, còn được gọi là tiếng Ả Rập Djibouti. Tiếng Pháp được thừa hưởng từ thời kỳ thuộc địa và là ngôn ngữ giảng dạy chính thức. Khoảng 10.200 người nói nó như một ngôn ngữ thường dùng. Ngôn ngữ của người nhập cư bao gồm tiếng Ả Rập Oman (38.900 người), tiếng Amhara (1.400 người), tiếng Hy Lạp (1000 người) và tiếng Hindi (600 người).

### Tôn giáo
Hồi giáo ở Djibouti (Pew)
94% dân số Djibouti theo Hồi giáo (khoảng 740.000 người theo ước tính năm 2012), trong khi 6% theo Kitô giáo. Hiến pháp Djibouti quy định Hồi giáo là quốc giáo, nhưng cũng bảo đảm quyền bình đẳng của công dân thuộc tất cả các tôn giáo và tự do tôn giáo.

### Giáo dục
Giáo dục là một ưu tiên trong các chính sách của chính phủ Djibouti. Từ năm 2009, 20,5% ngân sách hàng năm được dùng cho giáo dục.
Hệ thống giáo dục của Djibouti ban đầu được xây dựng để phục vụ cho các học sinh thuộc tầng lớp thượng lưu và tiếp nhận đáng kể từ mô hình giáo dục của thực dân Pháp, và nó không thích hợp với hoàn cảnh và nhu cầu của đất nước.
Trong những năm cuối thập niên 90, các nhà chức trách Djibouti đã điều chỉnh chiến lược giáo dục quốc gia và đưa ra một quá trình tham vấn rộng rãi dựa trên sự tham gia của các cán bộ quản lý, giáo viên, phụ huynh, đại biểu quốc hội và các tổ chức phi chính phủ. Chủ động xác định các lĩnh vực cần quan tâm và các khuyến nghị cụ thể để đi đến việc cải thiện ngành giáo dục nước này.
Chính phủ sau đó đã chuẩn bị một kế hoạch cải cách toàn diện nhằm mục đích hiện đại hóa lĩnh vực giáo dục trong giai đoạn 2000-2010. Vào tháng 8 năm 2000, chính phủ đã thông qua đạo luật Kế hoạch giáo dục chính thức và dự thảo kế hoạch phát triển trung hạn cho năm năm tiếp theo. Hệ thống giáo dục cơ bản được tái cấu trúc đáng kể và việc thực hiện giáo dục là bắt buộc, với năm năm tiểu học và bốn năm trung học. Các trường trung học cũng đòi hỏi phải có Chứng chỉ Giáo dục cơ bản để nhập học. Ngoài ra, luật mới được giới thiệu hướng dẫn dạy nghề cấp cơ sở và các trường đại học được thành lập trong cả nước.
Kết quả của Luật Kế hoạch giáo dục chính thức và dự thảo kế hoạch phát triển trung hạn cho năm năm tiếp theo, đã đạt được các tiến bộ đáng với toàn ngành giáo dục. Trong đó, tỷ lệ nhập học, tham dự và tỷ lệ duy trì việc học đều đặn tăng lên, với một số thay đổi trong khu vực. Từ 2004-2005 đến 2007-2008, học sinh nữ trong trường tiểu học tăng 18,6%; học sinh nam tăng lên 8,0%. Tuyển sinh trong trường trung học so với cùng kỳ tăng 72,4% cho nữ sinh và 52,2% cho nam sinh. Ở cấp trung học, tỷ lệ tăng trong tuyển sinh ròng là 49,8% cho nữ sinh và 56,1% cho các nam sinh.
Chính phủ Djiboutian đã đặc biệt tập trung vào phát triển và cải thiện cơ sở hạ tầng cũng như các thể chế giáo dục và tài liệu giảng dạy, trong đó có xây dựng lớp học mới và cung cấp sách giáo khoa.
Có một trường đại học trong cả nước là Đại học Djibouti.